# Razdalja do očesne zenice
Razdalja do očesne zenice je razdalja med zadnjo površino okularja in mestom, kjer moramo imeti oko, da se ujemata izhodna odprtina optične naprave z očesno vstopno zenico (glej sliko na desni) in da pri tem vidimo pravilno sliko predmeta. Razdalja do očesne zenice je pomembna pri daljnogledih, mikroskopih in binokularjih.
Kratka razdalja do očesne zenice zahteva od opazovalca, da oko bolj približa okularju, da vidi nezasenčeno (nevinjetirano) sliko.
Kadar je izhodna zenica optične naprave večja od očesne zenice opazovalca, se nekaj svetlobe ne izkoristi. V tem primeru pa je možno premikati oko. Obratno pa je, kadar je očesna zenica manjša od izstopne zenice optične naprave. Takrat ne dobimo pojava, ki ga imenujemo zasenčenje (vinjetiranje, temnejša področja na robovih slike).
Razdalja do očesne zenice je pomembna za tiste, ki uporabljajo očala. Človek, ki uporablja očala ima oko bolj oddaljeno od okularja, kot tisti, ki očal ne nosi. Zaradi tega ljudje z očali potrebujejo optično napravo z večjo razdaljo do očesne zenice, da lahko vidijo lepo sliko. Pozabiti pa ne smemo, da je velikost očesne zenice odvisna od osvetlitve in starosti opazovalca. 